# Bade (Nigeria)
Bade è una delle diciassette aree a governo locale (local government area) in cui è suddiviso lo stato di Yobe, in Nigeria. Estesa su una superficie di 772 chilometri quadrati, conta una popolazione di 139.782 abitanti.